# Andrej Čebokli (pisatelj)
Andrej Čebokli, slovenski pisatelj, * 27. november 1893, Kred, † 17. oktober 1923, Kred.

## Življenje in delo
Po končani goriški gimnaziji (1914) je moral k vojakom (do 1918) in po enoletnem zdravljenju nadaljeval triletni študij slavistike in romanistike na ljubljanski Filozofski fakulteti in postal 1922, že bolan za tuberkulozo, učitelj slovenščine in italijanščine na dekliškem liceju v Ljubljani. Med počitnicami je šel domov iskat zdravja, a se ni več vrnil.
Čebokljijevi prvi gimnazijski pesniški poskusi so bili objavljeni v dijaškem listu Zora, prvo povestico pa je pod psevdonimom Andrejanov objavil  Ljubljanski zvon (1914). Kot vseučiliščnik je objavljal črtice v DS (1920–1923), goriški Mladiki (1920) in drugih listih. V družbi mladih dominsvetovcev je iskal izraza za svoje sanje o »novem človeštvu, ki bo živelo v evangeliju in njegovih resnicah«. (tako ga je ocenil rojak Joža Lovrenčič). Ta idejna vsebina se mu je upodabljala največ v obliki črtic iz vojnega življenja. Poleg pisateljevanja pa se je hkrati udejstvoval tudi kot kritik. 